# Los Prisioneros (álbum recopilatorio)
Los Prisioneros (también llamado Verde y amarillo) es un álbum recopilatorio de la banda chilena Los Prisioneros. Fue lanzado por EMI en 1988 exclusivamente para el público de Colombia, Perú, Bolivia, México, Argentina, Venezuela y España.
Si bien no forma parte de la discografía oficial de la banda, es considerado un álbum de culto por los fanáticos, dado que cuenta con algunas versiones regrabadas (en marzo de 1988) de canciones como «Brigada de negro», «Por favor», «Paramar», «Latinoamérica es un pueblo al sur de Estados Unidos» y «Sexo». La versión de esta última es con la que hicieron el videoclip.
En 2006 fue reeditado en Colombia con el título Serie 10.

## Lista de canciones
1. «¿Quién mató a Marilyn?» (Reversión)
2. «Brigada de negro» (Reversión)
3. «Quieren dinero»
4. «¿Por qué los ricos?»
5. «Por favor» (Reversión)
6. «Nunca quedas mal con nadie»
7. «Sexo» (Reversión)
8. «Muevan las industrias»
9. «Latinoamérica es un pueblo al sur de Estados Unidos» (Reversión)
10. «El baile de los que sobran»
11. «Paramar» (Reversión)
12. «¿Por qué no se van?»

- Datos: Q25413080